# Byron (Minnesota)
Byron è una città degli Stati Uniti d'America, situata in Minnesota, nella Contea di Olmsted.